# Ясеновка (Воронежская область)
Ясеновка — село в Калачеевском районе Воронежской области.
Административный центр Ясеновского сельского поселения.

## Население
| 1859 | 1897  | 2010 |
| ---- | ----- | ---- |
| 1967 | ↗2507 | ↘589 |

## Улицы
| - ул. Верхняя, - ул. Зелёная, - ул. Красноармейская, - ул. Ленина, - ул. Мира, | - ул. Октябрьская, - ул. Первомайская, - ул. Сахалин, - ул. Советская, - ул. Центральная. |